# القرين (إب)
القرين هي إحدى قرى الجمهورية اليمنية. وهي تتبع جغرافيًا لمحافظة إب. وإداريًا لمديرية بعدان. يبلغ تعداد سكانها 1264 نسمة حسب الإحصاء الذي جرى عام 2004.